# Газиантеп
Газианте́п (тур. Gaziantep) — город на юге Турции, административный центр ила (области) Газиантеп.
Население — 1 674 000 чел. (2022) жителей.

## История
Этот город предположительно отождествляется с античной Антиохией Таврской (Antiochia ad Taurum). В Средние века за городом утвердилось имя Антеп (арм. Այնթապ/Айнтап, курд. Dîlok). В XVIII веке в окрестностях Антепа имелось более 100 сёл, населённых исключительно армянами. Впоследствии турецкие власти поселяли здесь курдов, а армянам было навязано тюркоязычие. В начале XX века население Антепа составило 50 тысяч человек, из них около 20 тысяч — армяне. Армянское население занималось преимущественно торговлей и ремёслами.
В конце XIX века, благодаря открытию армянских школ, родной язык вновь вошёл в быт армянского населения. В городе имелось шесть армянских храмов, семнадцать училищ, издавался журнал.
По данным переписи Армянского Патриархата в Константинополе, в 1912 году в санджаке Айнтаб (в него входили казы Айнтаб и Килис), численность армянского населения составляла 44414 человека.
В 1915 году армянское население Антепа было депортировано младотурками в пустыню Дейр-эз-Зор. После поражения Турции в Первой мировой войне, избежавшие гибели во время геноцида армяне, воспользовавшись оккупацией региона британским (1919), а затем французскими войсками (1920), возвратились в город. Однако турецкие власти (теперь уже кемалистские) продолжили осуществлять политику гонений армян. С апреля 1920 по февраль 1921 года армяне вели оборонительные бои против турецких погромщиков.
После того, как французские войска покинули Киликию, армяне были вынуждены эмигрировать в Сирию, Ливан, Египет, США. Часть антепских армян впоследствии обосновалась в Армянской ССР.

8 февраля 1921 года Великим национальным собранием Турции за «заслуги горожан в деле борьбы с французскими оккупантами» к названию города был добавлен титул «гази» («победитель»).
Рано утром 6 февраля 2023 года в городе произошло землетрясение магнитудой 7,8. В городе разрушились многие дома. Погибло около 4 тысяч человек, более 20 тысяч получили ранения.

## География
Город расположен на южных склонах хребта Тавр, в 40 км западнее Евфрата.

## Климат
Климат Газиантепа близок к средиземноморскому, но существенно более континентальный. Для него характерно очень жаркое лето и прохладная для средиземноморского климата зима. Средний минимум в январе отрицательный, часты заморозки и даже небольшие морозы. Зима дождливая, может выпасть большое количество мокрого снега и даже просто снега, может формироваться временный снежный покров.
| Показатель                    | Янв.  | Фев.  | Март | Апр. | Май  | Июнь | Июль | Авг. | Сен. | Окт. | Нояб. | Дек.  | Год   |
| ----------------------------- | ----- | ----- | ---- | ---- | ---- | ---- | ---- | ---- | ---- | ---- | ----- | ----- | ----- |
| Абсолютный максимум, °C       | 19,0  | 21,0  | 27,4 | 34,0 | 37,8 | 39,6 | 44,0 | 42,0 | 40,8 | 34,4 | 27,3  | 25,2  | 44,0  |
| Средний суточный максимум, °C | 8,0   | 9,6   | 14,3 | 19,9 | 25,7 | 31,5 | 35,6 | 35,6 | 31,4 | 24,4 | 16,2  | 10,0  | 21,45 |
| Средняя температура, °C       | 3,1   | 4,4   | 8,4  | 13,3 | 18,7 | 24,1 | 27,8 | 27,5 | 22,9 | 16,4 | 9,3   | 4,8   | 15,1  |
| Средний суточный минимум, °C  | −0,8  | 0,1   | 3,2  | 7,5  | 12,0 | 17,1 | 21,0 | 21,0 | 16,3 | 10,5 | 4,5   | 1,0   | 9,45  |
| Абсолютный минимум, °C        | −16,8 | −15,6 | −11  | −2,5 | 3,2  | 7,1  | 11,8 | 12,7 | 6,4  | −1,3 | −7    | −13,4 | −16,8 |
| Норма осадков, мм             | 90,2  | 83,3  | 74,5 | 56,1 | 29,3 | 7,9  | 6,3  | 6,6  | 7,8  | 38,7 | 68,3  | 93,6  | 562,6 |
| Источник: Dmi.gov.tr          |       |       |      |      |      |      |      |      |      |      |       |       |       |

## Достопримечательности

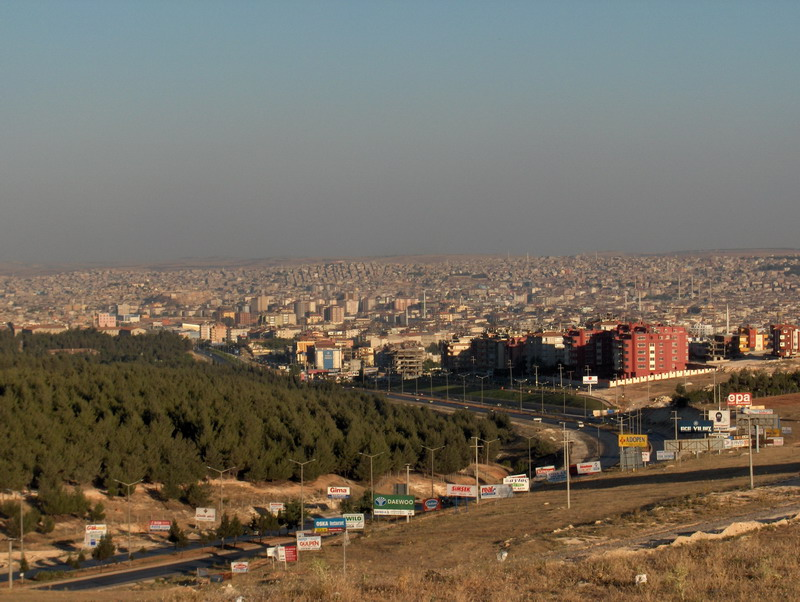
Вид на город

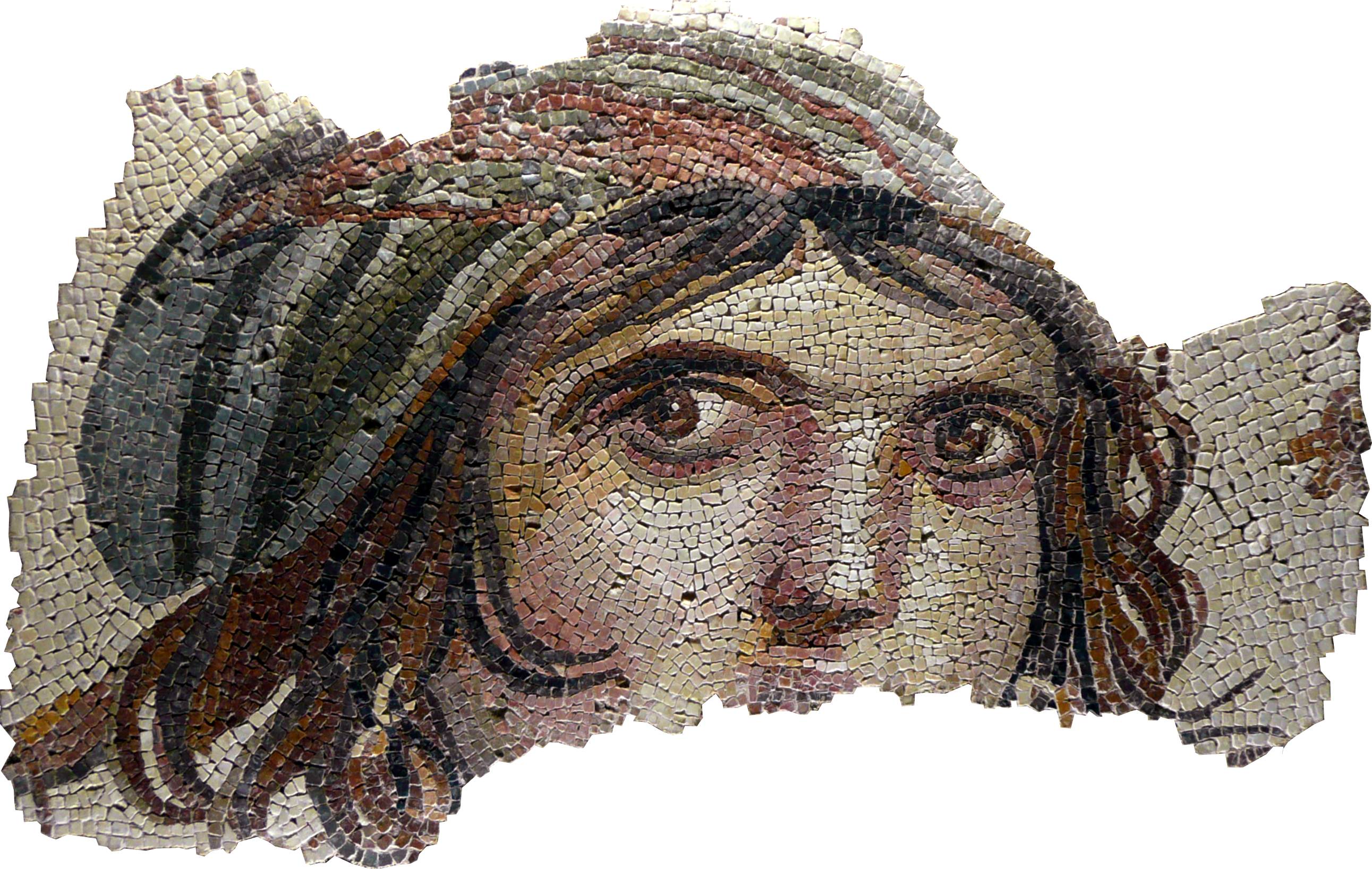
Фрагмент мозаики из Зевгмы, известной как «Цыганка». Музей мозаики, Газиантеп

В 2011 году в Газиантепе был открыт Музей мозаики (тур. Zeugma Mozaik Müzesi), который считается крупнейшим в мире музеем римской мозаики. Основу экспозиции составили многочисленные мозаики из (расположенного в регионе) античного города Зевгма, затопленного турками в 2000 году в связи со строительством ГЭС на Евфрате (близ Биреджика).
В феврале 2023 г. произошло разрушение исторической крепости Газиантепа из-за сильнейшего землетрясения. Также сильно пострадала древняя мечеть Хусейна-паши, популярная среди туристов (обрушилась кровля и пострадала верхняя часть минарета).
Крепость Газиантеп была построена в период Хеттского царства во II тысячелетии до н. э. Она возвышается на холме, высота которого достигает 30 метров. Современный облик крепость приобрела в VI веке нашей эры при императоре Юстиниане, известном в Византии как «архитектор крепостей». В замке находится музей обороны города от французских войск после падения Османской империи.

## Города-побратимы
- Флоренция, Италия
- Дуйсбург, Германия
- Алеппо, Сирия
- Кувейт, Кувейт
- Неймеген, Нидерланды
- Уфа, Россия
- Харьков, Украина
- Минск, Республика Беларусь